# 卡莉·蕾·傑普森
卡莉·蕾·傑普森（英語：Carly Rae Jepsen，1985年11月21日—），是一名加拿大歌手、詞曲作家、演員。2007年，傑普森参加《加拿大偶像》第五季并获季军。2008年，她发行了首张专辑《拔河》。2011年，单曲《Call Me Maybe》作为杰普森首张迷你专辑《好奇心》的主打歌发行，《好奇心》与第二张专辑《吻》于2012年发行。2012年《Call Me Maybe》在18个国家的音乐榜达到榜首，成为当年最畅销的单曲。杰普森的第三张专辑《真性情》于2015年发行并受到普遍好评，专辑深受20世纪80年代歌曲的影响，主打单曲《我真的喜歡你》亦有优异表现。
傑普森获得了包括朱诺奖、公告牌音乐奖与在内的多个奖项与提名。截至2015年3月，傑普森在全球唱片销量超过2000万。

## 经历与生涯

### 1985－2010：早年生活与《拔河》

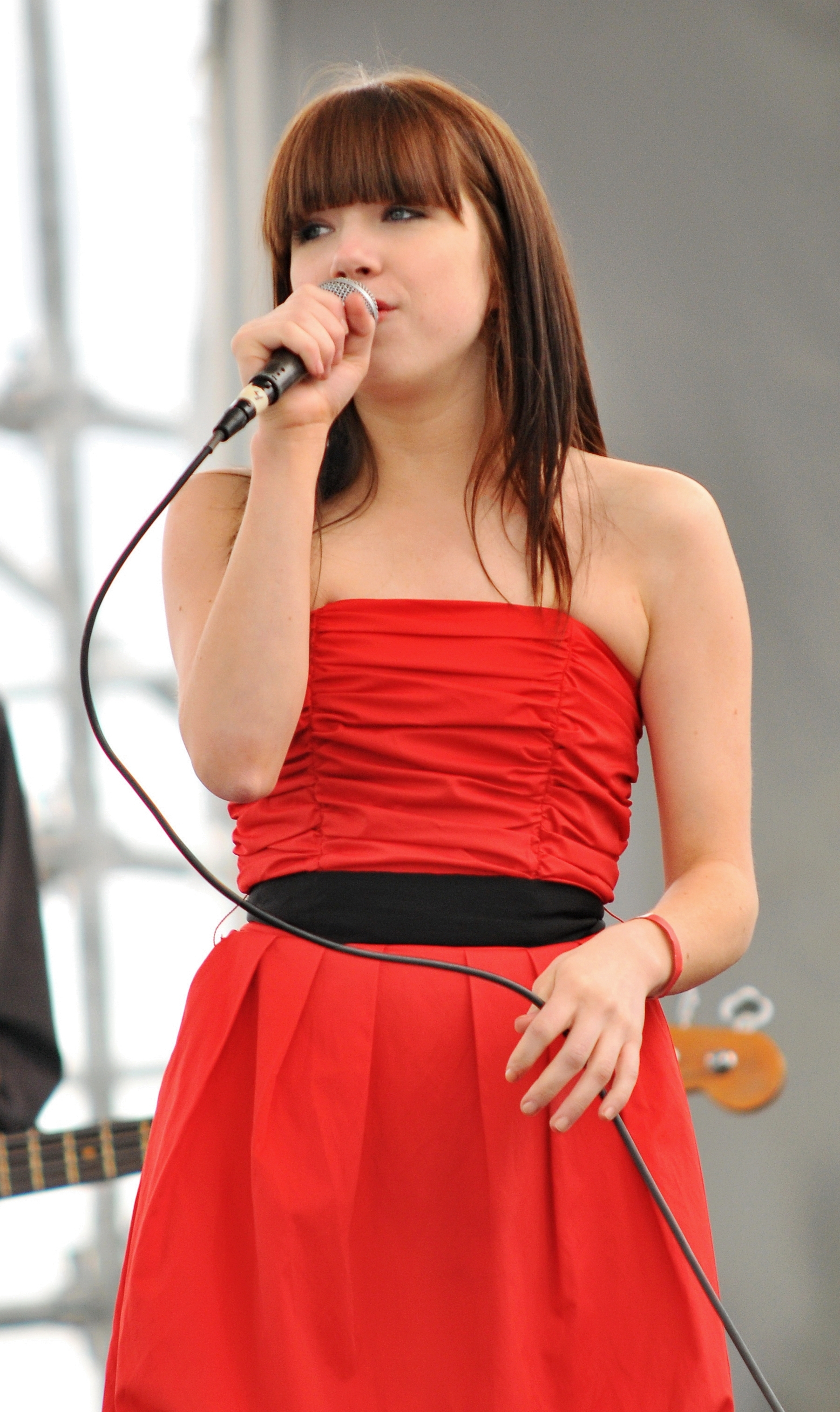
杰普森在2010年加拿大日的表演

傑普森生于加拿大不列颠哥伦比亚省米逊，父母为拉里·杰普森（Larry Jepsen）与亚历山德拉（Alexandra），她的继父为罗恩·兰扎罗塔（Ron Lanzarotta）。在米逊上遗产公园中学时，她对《安妮》、《油脂》、《绿野仙踪》等音乐剧表现出了兴趣。傑普森之后进入不列颠哥伦比亚省首府维多利亚的加拿大表演艺术学院学习，毕业后做了一些咖啡师、调酒师等低薪工作。她用其父母给的吉他练习词曲创作技巧。2007年，傑普森决定追求她对音乐的兴趣，参加电视真人秀节目《加拿大偶像》第五季并获季军。比赛结束后她返回哥伦比亚专注于制作唱片与组建乐队。她的样本唱片吸引了音乐经理乔纳森·西姆金（Jonathan Simkin）的注意，他与傑普森签订了合约。随后傑普森与枫树音乐唱片签订了独立唱片合约，并通过丰塔纳北发行。为进一步发展她的音乐事业，她搬家至温哥华。
2008年6月，傑普森推出了首支单曲及翻唱约翰·丹佛的歌曲《阳光照在我肩上》。傑普森的首张专辑《拔河》于2008年9月通过枫树音乐和丰塔纳北发行。这张专辑全部由瑞安·斯图尔特制作，包含傑普森之前在《加拿大偶像》试镜时演唱的歌曲《甜言蜜语》。《拔河》通过乔纳森·西姆金的604唱片公司重新发行，环球唱片负责分销。根据尼尔森音乐统计的数字，唱片在在加拿大销量为1万份。2009年初，杰普森与乐队马里亚纳海沟和希洛在加拿大西部进行巡演。之后她与马里亚纳海沟、新城市和传教区（Mission District）进行了环加拿大巡演。

### 2011－13: 《好奇心》、获得主流成功与《吻》
杰普森开始为2011年的第二张专辑收集素材，她与约什·拉姆齐（Josh Ramsay）、瑞恩·斯图尔特和塔维什·克劳（Tavish Crowe）合作写的单曲《Call Me Maybe》于2011年9月在加拿大发布。
2012年1月，同为加拿大流行歌手的贾斯汀·比伯在Twitter上向其数千万的粉丝推荐这首歌，次月这首歌被一个網路爆红短片引用。比伯的经纪人斯库特·布劳恩与杰普森签署了唱片合约，杰普森加入布劳恩的唱片公司SchoolBoy以及大型唱片公司Interscope，原有的唱片公司与经纪人不变。
尽管604唱片在2012年2月发布了迷你专辑《好奇心》，但杰普森第二张专辑的发行被推迟以便《Call Me Maybe》的传播。《Call Me Maybe》在加拿大百强单曲榜中排名第一，杰普森也成为第四位在该榜夺取第一的加拿大歌手。在美国，歌曲连续九周位居公告牌百强单曲榜第一，并获得了公告牌杂志“夏日之歌”（Song of the Summer）的称号。《Call Me Maybe》荣登18国榜首，根据国际唱片业协会的统计，《Call Me Maybe》为2012年全球最畅销的单曲。这首歌亦在华语地区走红，因单曲封面蹲着的姿势，杰普森被中国大陆的歌迷称为“蹲妹”。

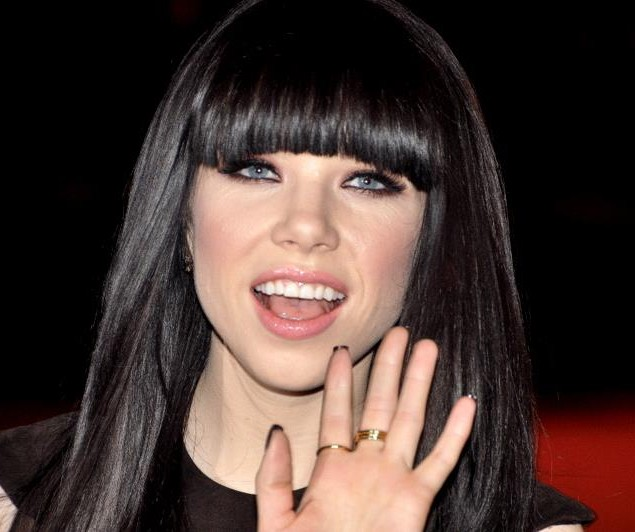
2013年在法国戛纳领取NRJ音乐奖的杰普森

2012年6月，杰普森与猫头鹰之城的合作单曲《美好时光》发行，最高位居公告牌百强单曲榜第八。杰普森的第二张专辑《吻》于同年9月发行，专辑在澳大利亚、英国和美国位列前十。这张专辑被加拿大音乐协会认证为金专辑，在美国销量达28.9万。专辑的第二单曲《这一吻》于2012年9月首演，歌曲《今夜将你遗忘》于2013年1月首演。2012年末，杰普森客串电视剧《新飞跃比佛利》第五季的一个角色，与此同时代言服装品牌Wet Seal。
2012年公告牌音乐奖中，杰普森获得新星奖，使她成为首位获此殊荣的加拿大人。在2013年朱诺奖中，《吻》获得年度专辑和年度流行专辑的称号，《Call Me Maybe》则荣获年度单曲。在第55届格莱美奖颁奖典礼上，《Call Me Maybe》获年度歌曲与最佳流行表演的提名。2013年，杰普森代言服装/鞋类品牌Candie's。2013年6月，包含《吻》歌曲混音和器乐的汇编专辑《吻：混音》在日本独家发布，在Oricon专辑榜中位居157名。6月至9月，杰普森开始在北美和亚洲进行夏日之吻巡演。

### 2014－现今：《真性情》与其他活动

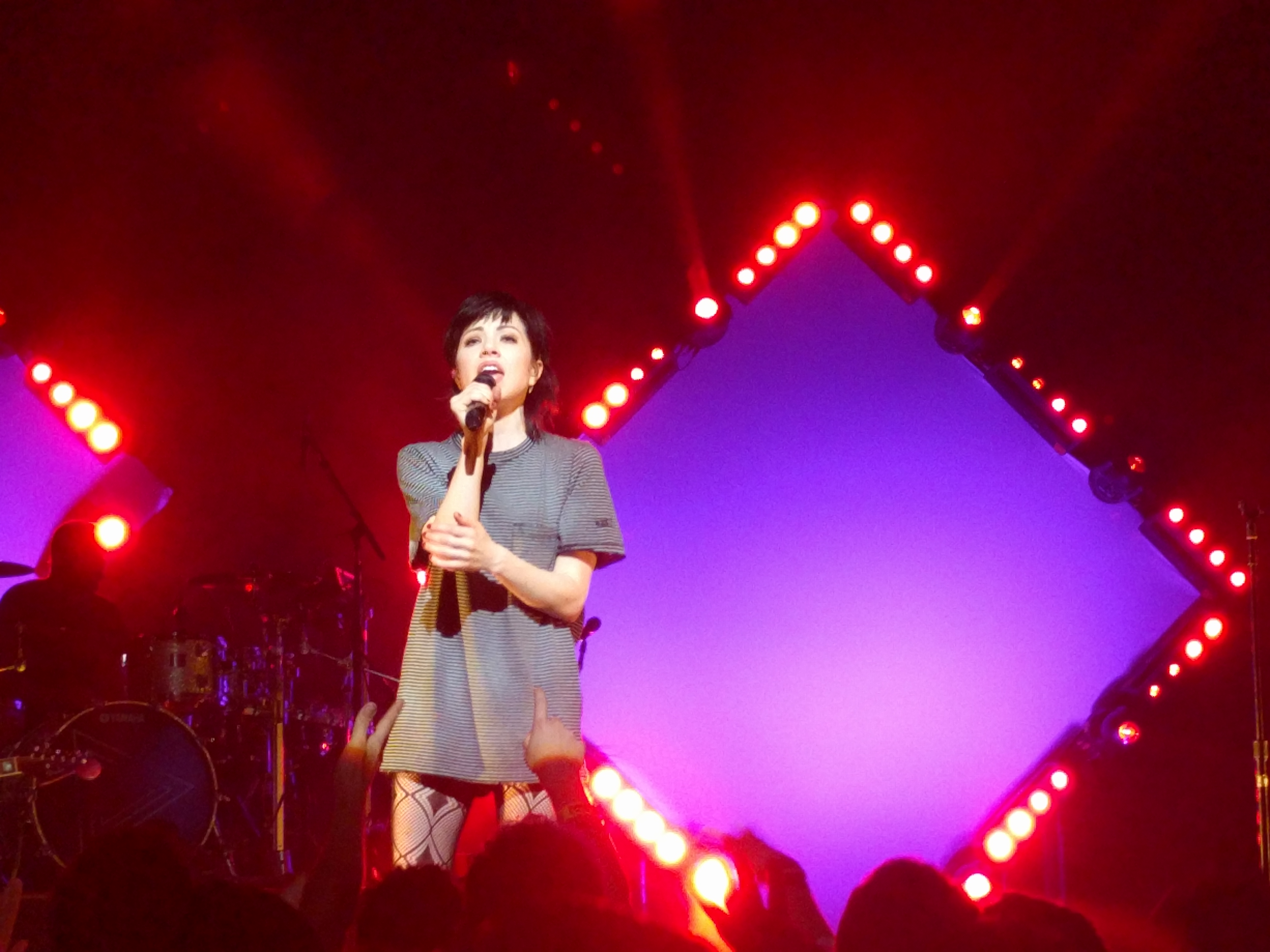
2016年，杰普森在给我爱巡演过程中于旧金山沃菲尔德剧院表演。

杰普森的第三张专辑暂定于2014年初发布，但她说会优先保证专辑的品質，并不急着出专辑。2014年2月，杰普森在百老汇音乐剧《灰姑娘》中担任主角，进行为期12周的演出。
2015年3月，杰普森发布了第三张专辑的主打歌《我真的很喜欢你》，MV由演员汤姆·汉克斯和小賈斯汀出演。歌曲在加拿大位居14名，在英国和美国分别进入前5和前40。次月，杰普森在《周六夜现场》演唱了专辑曲目《这一切》，随后这首歌于数字商店发行。2015年6月，第三张专辑《真性情》发布并获得了广泛好评，被许多出版物收入2015年年终专辑中。杰普森本人则被《时代》杂志评为年度人物之一。《真性情》在商业上表现不佳，在加拿大排名第8，在公告牌200强中排名16。第二支单曲《与我逃跑》于7月发布。6月，杰普森在接受网易《超级面对面》节目采访时，得知自己在中国大陆的昵称后觉得很吃惊，并希望它能持续下去。
2015年11月起，杰普森开始在美国东部与日本进行“给我爱巡演”。2015年末，杰普森客串乐队Bleachers歌曲《影子》的新版本并发布了威猛乐队《Last Christmas》的翻唱版。2016年1月，杰普森扮演福斯广播公司的直播节目《油脂：现场》中的角色。杰普森将演唱喜剧《欢乐满屋》的重启作品《欢乐再满屋》的主题歌，电视剧于2016年2月播出。同样在2016年，杰普森将客串The Knocks的首张专辑《55》。另外在八月杰普森發佈了一張EP為《E•MO•TION Side B》，EP內的八首歌皆為棄曲，她本人表示是回饋粉絲的心意。在没有宣傳、打單的情况下，這EP仍取得令人意想不到的成績

### 2022: 《最孤独的时光》
2022年8月2日，杰普森宣布她的下一张录音室专辑《最孤独的时光》将于2022年10月21日发布。5月6日，专辑的首支单曲《西边的风》发布。8月5日，专辑的第二首单曲《海景房》发布。7月15日，她发布了一首与法国制作人Lewis OfMan合作的非专辑歌曲《打动我》。

## 艺术才能

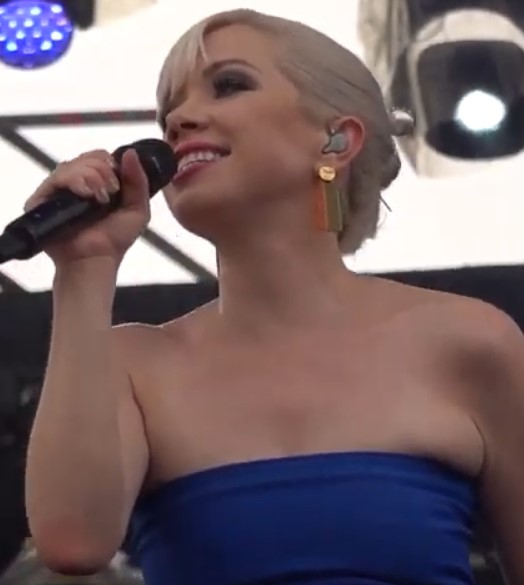
2019 年卡莉·蕾·杰普森在韩国首尔演出

杰普森说在她成长过程中受到了她的父母喜爱乡村音乐的影响，她的首张专辑《拔河》（2008）的创作灵感来源于里奥纳德·科恩、布鲁斯·斯普林斯廷、詹姆斯·泰勒与范·莫里森等艺术家。在她的迷你专辑《好奇心》与第二张专辑《吻》（2012）发行期间，杰普森称她变得越来越受流行音乐和舞蹈流行音乐的影响，尤其是德拉贡内特、金贝拉、乐路克丝和罗宾的作品。杰普森第三张专辑《真性情》（2015）表达了她对20世纪80年代流行音乐及辛蒂·罗波、麦当娜及王子的旧式专辑喜爱。杰普森还对猫女魔力、泰根与莎拉、Bleachers、鲍勃·迪伦、斯凯·费雷拉、戴夫·海因斯、索兰格·诺尔斯、琼尼·米歇尔、西尼德·奥康娜、辣妹合唱团和汉克·威廉斯表示钦佩。

## 社会活动
杰普森是一名男同性恋权益的支持者。2013年，她与乐队Train被安排参加美国童军举办的全国童子军大会。3月，二者援引美国童军对男同性恋者政策的争议发表声明。Train称“坚决反对以任何形式怀疑美国公民人人平等的政策……只要他们在今年夏天大会开始之前做出正确的决定，我们会期待参加这一大会。”同样，杰普森也声明“作为一个坚信人人平等的艺术家，我不会参加今年夏天的美国童子军大会。”

## 在《加拿大偶像》的表演
| 集數 | 演唱歌曲       | 原唱歌手              | 出場次序 | 結果     |
| ---- | -------------- | --------------------- | -------- | -------- |
| 海選 | 甜言蜜语       | 卡莉·蕾·杰普森        | N/A      | 晉級     |
| 80強 | 我尝试         | 梅西葛雷              | 合唱     | 晉級     |
| 40強 | 呼吸           | 安娜·娜里克           | N/A      | 晉級     |
| 22強 | 播放你的唱片   | 肯妮·貝兒             | 11       | 晉級     |
| 18強 | 甜蜜           | 萨拉•史林             | 4        | 晉級     |
| 14強 | 徒劳地等待     | 鲍勃·马利与哭泣者乐队 | 3        | 晉級     |
| 10強 | 在内心深处爱你 | 比吉斯                | 3        | 倒數三甲 |
| 9強  | 乔治亚州驻我心 | 霍奇·卡迈克尔         | 5        | 安全     |
| 8強  | 撕裂           | Ednaswap              | 7        | 安全     |
| 7強  | 杀手女王       | 皇后樂團              | 3        | 倒數三甲 |
| 6強  | 到我窗前       | 梅莉莎·埃瑟里奇       | 4        | 倒數三甲 |
| 5強  | Chuck E在恋爱  | 里基·李·琼斯          | 4        | 安全     |
| 4強  | 我的心属于爸爸 | 玛丽·马丁             | 1        | 安全     |
| 4強  | 我弄坏了它     | 伊维·安德森           | 5        | 安全     |
| 3強  | 在十七岁       | 珍妮斯·艾恩           | 3        | 淘汰     |
| 3強  | 白旗           | 蒂朵                  | 6        | 淘汰     |

## 音乐作品
- 《拔河（英语：Tug of War (Carly Rae Jepsen album)）》（2008）
- 《吻》（2012）
- 《真性情》（2015）
- 《真性情 B面單曲迷你專輯》（2016）
- 《奉献爱》（2019）

## 巡回演出
| 领衔 - 夏日之吻巡演（2013） - 给我爱巡演 （2015－16） 共同领衔 - 马里亚纳海沟、新城市和传教区－在你身边巡演（2009） | 开场演出 - 汉森－喊出世界（英语：Shout It Out World Tour）（加拿大日期）（2012） - 贾斯汀·比伯－我相信巡演 （北美、欧洲&南美日期）（2012/13） |

## 影视作品
| 年份 | 名称         | 角色           | 备注                                       |
| ---- | ------------ | -------------- | ------------------------------------------ |
| 2007 | 加拿大偶像   | 本人（参赛者） | 《加拿大偶像》第五季/季军                  |
| 2012 | 新飞跃比佛利 | 本人           | 分集：直到死亡将我们分离                   |
| 2013 | 舞动青春     | 本人           | 分集：舞动我的美丽图书管理员               |
| 2015 | 周六夜现场   | 本人/音乐嘉宾  | 分集：迈克尔·基顿/卡莉·蕾·杰普森           |
| 2015 | 灵书妙探     | 本人           | 分集：死于纽约                             |
| 2015 | 喜剧大暴走   | 本人           | 分集：卡莉·蕾·杰普森穿着厚实项链和黑色短靴 |
| 2016 | 油脂：现场   | 法国人         | 电视特别直播                               |

| 年份 | 名称                    | 角色 | 备注       |
| ---- | ----------------------- | ---- | ---------- |
| 2014 | 罗杰斯+哈默斯坦的灰姑娘 | 艾拉 | 百老汇亮相 |